# نوكيا لوميا 730
نوكيا لوميا 730 هو هاتف ذكي تم تطويره بواسطة مايكروسوفت موبايل وحمل علامة «نوكيا» التي تعمل في البداية على تشغيل نظام التشغيل ويندوز فون 8.1 . اُُعلن عنه في 4 سبتمبر 2014 في معرض إيفا برلين وصدر في أكتوبر 2014. تم تسويقه باعتابره هاتف تصوير ذاتي . 

## الخصائص

### شاشة العرض
يحتوي الهاتف على شاشة لمس OLED مقاس 4.7 بوصة. تبلغ نسبة قياس الشاشة إلى الهاتف 66٪ وبدقة 720 × 1280 بكسل (حوالي 316 بكسل لكل بوصة كثافة بكسل). تتميز الشاشة باحتواءها على فلاتر الاستقطاب ClearBlack من نوكيا وهي محمية بزجاج غوريلا المنحني.

### نظام التشغيل
يأتي هاتف لوميا 730 مزودًا بنظام تشغيل ويندوز فون 8.1 إلى جانب برنامج مصمم لإصلاح المشاكل أو لتحديث برنامج كمبيوتر أو البيانات الداعمة له. يمكن ترقيته إلى ويندوز 10 موبايل.

### الكاميرا
يحتوي هاتف لوميا 730 على كاميرا خلفية بدقة 6.7 ميجابكسل تحمل علامة PureView ، مزودة بمستشعر BSI مقاس 1 / 3.4 بوصة مع 1.12 ميكرومتر بكسل وعدسة Carl Zeiss ذات 6 عناصر بفتحة f / 1.9. تدعم الكاميرا تصوير الفيديو بجودة 1080 بيكسل وبوجود فلاش LED. تحتوي الكاميرا الأمامية على مستشعر 5 ميجابيكسل مع عدسة بزاوية واسعة f / 2.4 وتدعم تسجيل الفيديو بدقة 1080 بكسل.
أفاد العديد من المستخدمين أنه بعد ترقية الهاتف إلى ويندوز 10 موبايل ، توقفت الكاميرا الأمامية عن القدرة على التركيز بشكل صحيح على المسافات العادية ، مع التركيز بشكل صحيح فقط على مسافات قريبة جدًا. لم تحل المشكلة حتى بالعودة إلى نظام ويندوز فون 8.1 قبل الترقية.